# Thomas de Savoie-Achaïe (évêque)
Pour les articles homonymes, voir Thomas de Savoie.
Thomas (II) de Savoie, dit de Savoie-Achaïe, mort probablement en 1362, est un prélat savoyard du XIVe siècle, évêque de Turin, issu de la maison de Savoie-Achaïe.

## Biographie
Thomas est un fils cadet de Philippe Ier, seigneur de Piémont, et très probablement de Catherine de la Tour du Pin, dite aussi de Viennois († 1337). Samuel Guichenon donne pour sa part Isabelle de Villehardouin (1263 † 1312),,.
Thomas, comme cadet de la maison de Savoie-Achaïe, entame une carrière ecclésiastique. Il est nommé chanoine du couvent de San Salvatore par l'évêque de Turin, vers l'année 1300. Il est nommé chanoine à Orléans à la suite de l'intervention du pape Benoît XII (1334-1342). Il est chanoine de l'église de Lyon.
Son frère aîné, Jacques de Savoie-Achaïe, tente de lui procurer l'évêché d'Ivrée, en 1346. Il n'a cependant que 22 ans et le pape Clément VI (1342-1352) ne donne pas suites. Deux ans plus tard, Thomas de Savoie-Achaïe est nommé évêque de Turin, au mois de novembre,. Son frère, Amédée, est nommé quatre mois plus tard évêque de Saint-Jean-de-Maurienne,. La promotions de deux frères est due au pape Clément VI, qui agit en faveur de la maison de Savoie.
Il est à l'origine de la reconstruction de l'ancienne cathédrale Saint-Jean de Turin, selon Samuel Guichenon. L'historien et généalogiste le donne également comme premier chancelier de l'Ordre du Collier.
Il inféode le château des Soliers au comte de Savoie.
Samuel Guichenon donne pour année de décès, citant Emmanuel-Philibert de Pingon, 1362 et pour lieu de sépulture la Cathédrale Saint-Jean-Baptiste de Turin.